# Калбучар
Калбучар или Клебучар (на гръцки: Κόψις, Копсис, до 1927 година Κλεμποτσάρ, Клебоцар) е бивше село в Гърция, част от дем Бук на област Източна Македония и Тракия.

## География
Селото е разположено в планината Коджадаг, в южното подножие на връх Карагьоз, североизточно от Драма и северно от Зарич (Псили Рахи).

## История
В началото на XX век селото е турско. В книгата си „Македония. Етнография и статистика“ Васил Кънчов посочва Калбучар като село с население 232 жители турци.
В 1913 година има 254 жители, а в 1920 година – 157. След изселването на турците в средата на 20-те години по Лозанския договор в селото са заселени десетина гръцки семейства с 30 гърци бежанци. В 1927 година името на селото е сменено на Копсис. Част от жителите му се изселват и в 1928 година има само 18 жители. Скоро е изцяло изоставено.
| Година    | 1913 | 1920 | 1928 | 1940 | 1951 | 1961 | 1971 | 1981 | 1991 | 2001 | 2011 | 2021 |
| --------- | ---- | ---- | ---- | ---- | ---- | ---- | ---- | ---- | ---- | ---- | ---- | ---- |
| Население | 254  | 157  | 18   |      |      |      |      |      |      |      |      |      |